# 7410 Kawazoe
7410 Kawazoe eller 1990 QG är en asteroid i huvudbältet som upptäcktes den 20 augusti 1990 av den japanska astronomen Tsutomu Seki vid Geisei-observatoriet. Den är uppkallad efter Akira Kawazoe.
Asteroiden har en diameter på ungefär 12 kilometer.